# Saint-Aubin-la-Plaine

Saint-Aubin-la-Plaine este o comună în departamentul Vendée, Franța. În 2009 avea o populație de 462 de locuitori.